# Седем неприятелски офанзиви
Седем неприятелски офанзиви (на сръбски: Седам непријатељских офанзива) е общо наименование, използвано в югославската историография за няколко по-мащабни операции на Германия и нейните съюзници срещу Югославската народна освободителна армия по време на Втората световна война.
Седемте операции са:
- Операция „Ужице“ – през септември-октомври 1941 година в района на Ужице
- Операция „Югоизточна Хърватия“ – през януари 1942 година между Санджак и Далмация
- Операция „Трио“ – през март-юни 1942 година в източна Босна
- Операция „Вайс“ – през януари-април 1943 година в западна Босна и Херцеговина
- Операция „Шварц“ – през май-юни 1943 година в югоизточна Босна
- Операция „Кугелблиц“ – в края на 1943 и началото на 1944 година между Санджак и Далмация
- Операция „Рьоселшпрунг“ – през май-юни 1944 година в западна Босна